# Mridangam
Para el tambor usado en kirtans hinduistas, véase mridanga
El mridangam es un instrumento de percusión de madera del sur de la India. Es el instrumento rítmico base de los conjuntos de música carnática. El tablá es un derivado de este instrumento (aunque algunos investigadores sostienen que es al contrario: el mridanga habría derivado del tablá).
No se debe confundir con el mridanga bengalí de terracota.
Es nombrado como instrumento de percusión en el texto épico Majábharata (siglo III a. C.).

## Etimología
Originalmente, el término sánscrito mridam-ga significa ‘golpeado-va’ (que es golpeado mientras va), lo que indica su utilización portátil.
El mridanga bengalí proviene en cambio de mrida: ‘barro o tierra’ y anga: ‘cuerpo’.

## Otros nombres
En el sur de la India se le conoce con varios nombres:
- mridangam
- mrudangam
- mirudangam
- mirudhangam
- miruthangam
- mrithangam

## Imágenes
En la imagen, Guruvayur Dorai (a la izquierda) toca mridangam y Ravi Balasubramanian toca ghatam, acompañando a Ravi Kiran, que toca navá chitrá viná (‘nueva hermosa viná’) y a una violinista mujer sin acreditar (un detalle muy común en la cultura hindú). Fotografía tomada en el Interlake High School (en Bellevue, Washington, durante los conciertos Ragamala

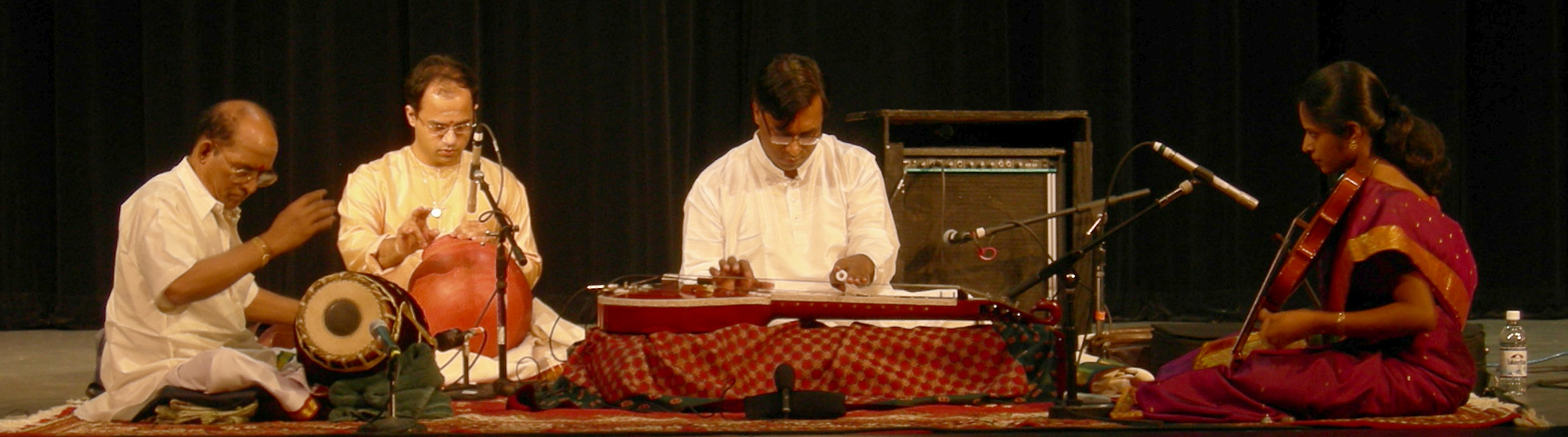
Concierto
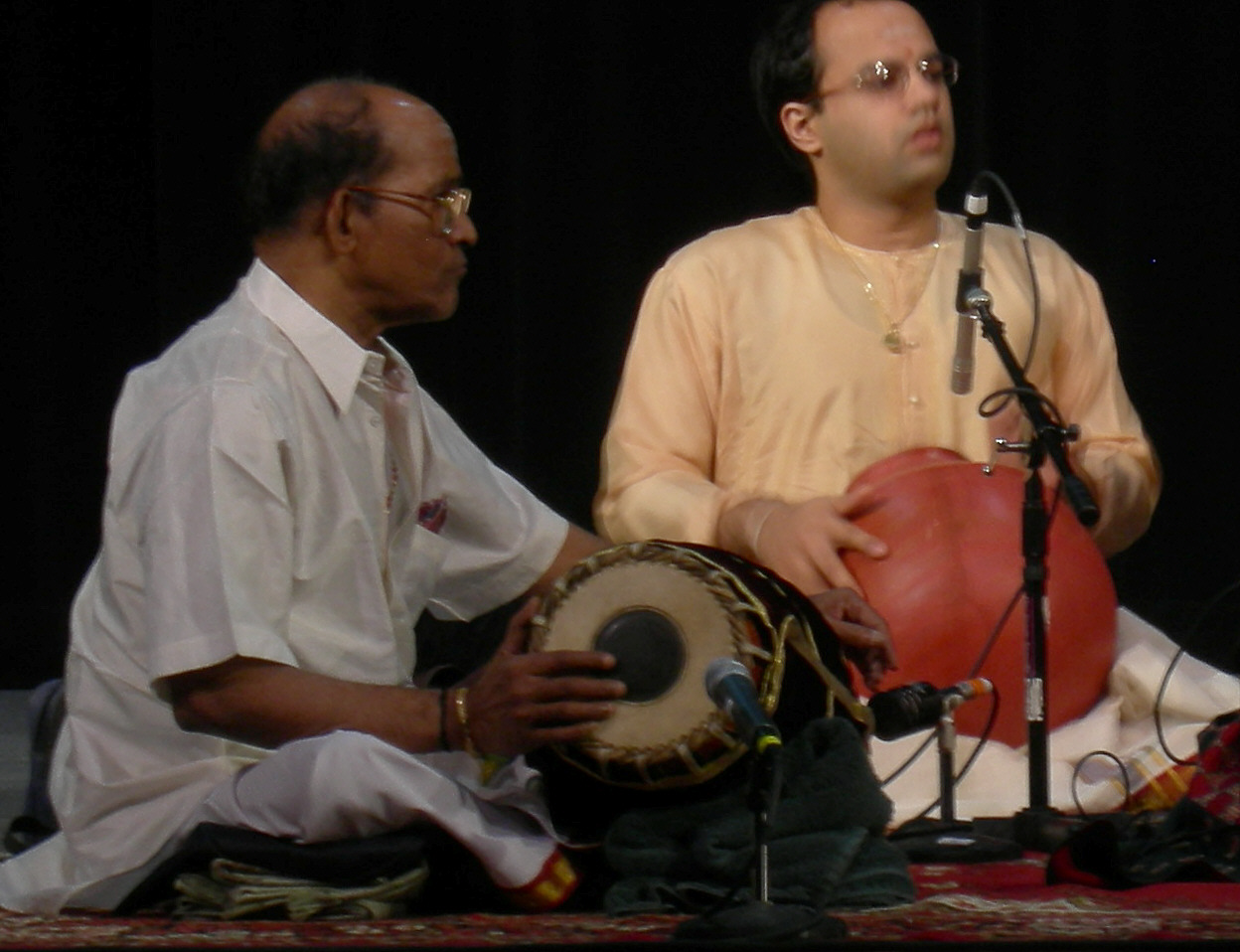
Guruvayur Dorai